# 삼진어묵
삼진어묵은 1953년 설립된 삼진식품(주)의 대표 어묵 브랜드이다. 삼진식품(주)는 현존하는 어묵 회사 중 가장 오래되었다.